# Konura brazylijska
Konura brazylijska (Eupsittula aurea) – gatunek średniego, osiadłego ptaka z rodziny papugowatych (Psittacidae), zamieszkujący Amerykę Południową. Nie jest zagrożony wyginięciem; popularny w hodowli.

## Systematyka
Poprzednio umieszczany w rodzaju Aratinga. Międzynarodowy Komitet Ornitologiczny (IOC) oraz autorzy Handbook of the Birds of the World uznają ten gatunek za monotypowy. Opisano podgatunek major, do którego proponowano zaliczyć populację z południa zasięgu charakteryzującą się większym rozmiarem, ale nie jest on obecnie uznawany.

## Występowanie
Występuje w Brazylii, Paragwaju, Boliwii, południowym Surinamie oraz północnej Argentynie, gdzie jest uważana za szkodnika, a jej liczebność tam spada. Jego środowisko to obrzeża nizinnych lasów, gaje palmowe i lasy galeriowe. Zwiększa swoją liczebność w wyniku wycinania lasów.

## Morfologia
Jest to średniej wielkości ptak, o długości ciała 23–28 cm i masie 75–95 g. Ogólnie cała jasnozielona, czarny dziób i różowoszarobrązowe nogi. Czoło tuż przy dziobie pomarańczowe, dalej brzoskwiniowe. Pierś lekko kremowa, spód ciała i „nogawki” żółtozielone. Pokrywy skrzydłowe oraz lotki, nie licząc czarnych zakończeń niebieskie, opalizujące. Ogon jasnozielony.

## Zachowanie
Poza okresem lęgowym często w stadach. Żeruje w grupach; jeden osobnik czuwa nad bezpieczeństwem. Pożywia się na ziemi, niskich krewach i drzewach. Podstawę pokarmu stanowią nasiona, kwiaty i liście, rzadziej termity, ćmy, chrząszcze oraz larwy owadów. Spotykana także ta polach soi, ryżu i kukurydzy tuż przed zbiorami.
Pora lęgu zwykle przypada na drugą połowę roku. Gnieździ się w opuszczonych termitierach zarówno na ziemi, jak i na drzewach. 2–4 jaja wysiaduje trochę ponad 3 tygodnie. Młode po 7 tygodniach opuszczają gniazdo. Z powodu łatwej dostępności gniazd, pisklęta często są zabierane do hodowli.

## Status
Międzynarodowa Unia Ochrony Przyrody (IUCN) uznaje konurę brazylijską za gatunek najmniejszej troski (LC, least concern) nieprzerwanie od 1988 roku. Liczebność populacji nie została oszacowana, choć ptak opisywany jest jako pospolity. Ze względu na brak dowodów na spadki liczebności bądź istotne zagrożenia dla gatunku, BirdLife International ocenia trend liczebności populacji jako stabilny. Gatunek ten jest ujęty w II załączniku konwencji waszyngtońskiej (CITES).